# Roberto de Nobili
Roberto de Nobili, jezuitski misijonar italijanskega rodu, * september 1577, Montepulciano, † 16. januar 1656, Mylapour. Večino svojega 79 let dolgega življenja je preživel v Indiji, kjer je širil vero med visoke kaste takratne indijske družbe.

## Življenje
Pri sedemnajstih letih (eno leto po očetovi smrti) se je odločil, da se bo pridružil jezuitskemu redu in postal misijonar v Aziji. Njegova družina je temu odločno nasprotovala. Želeli so, da bi Roberto postal duhovnik kot mnogi njegovi predniki. Poleg tega v misijonarskem poklicu niso videli možnosti za zasedanje vplivnejšega položaja, ampak Roberto je bil kljub temu odločen. Tako je leta 1596, ne da bi upošteval želje svoje družine, vstopil v jezuitski noviciat s ciljem, da bi postal misijonar.

## Misijon v Indiji
Sprva je bil namenjen na Japonsko, ampak si je nato premislil in se javil za misijonarjenje v portugalski koloniji v južni Indiji. Po opravljenem študiju jezika se je leta 1604 odpravil na pot. Naslednje leto, 20. Maja 1605, je prispel v indijsko zvezno državo Goa. S težavo se je prilagajal na tamkajšnje življenje in kmalu po prihodu hudo zbolel ter skoraj umrl. V začetku leta 1606 so ga poslali na ribiško obalo, v mesto Cochin, da bi služil med Paravami. Gre za veliko izobčeno skupnost ljudi, ki so prevzeli portugalske šege in navade. Večinoma so bili pripadniki krščanske vere, saj so si s tem zagotovili portugalsko pomoč in obrambo pred muslimanskimi skupinami s severa Indije. De Nobili se je poglobil v njihovo kulturo in proučeval njihove običaje ter tamilščino. Življenje v tej skupnosti ga je tako privlačilo, da je razmišljal, da bi preostanek svoje kariere preživel tam. Na svojo žalost pa se je moral na željo svojega nadrejenega, Alberta Laerzia, preseliti v mesto Madurai v notranjosti Indije. De Nobilijeva naloga je bila spreobrniti višje kaste iz hinduizma v krščanstvo, kar je bilo za njegove predhodnike težko izvedljivo. Roberto je ugotovil, da imajo tamkajšnji prebivalci za Portugalce poseben izraz (Parangij), ki v tamilščini pomeni onesnažene, nekulturne, zaničljive tujce. Parangije so prezirali, ker so jedli meso, pili vino in ignorirali pravila družbene interakcije. Roberto se je odločil, da se bo otresel vseh lastnosti, zaradi katerih bi ga ljudje označili za Parangija, saj ga bodo le tako Hindujci poslušali in mu sledili. Govoril je izključno tamilščino, vsakodnevno se je kopal, sedel s prekrižanimi nogami in se imel za sanjasija (tisti, ki se je odrekel vsemu). Oblačil se je v tradicionalno hindujsko obleko, nosil lesene cokle In ni jedel mesa.
V svojih pismih je de Nobili zapisal, da se razlike med njegovo in filozofijo starejših misijonarjev povečuje in da jih ni več mogoče uskladiti. Tako se je preselil iz misijona v kočo v brahmanski četrti in oblikoval prvo popolnoma brahmansko cerkev. Rezultati njegovih metod so bili izjemni, saj je po dveh letih bivanja v Maduraiu krstil vsaj 10 mož, ki so pripadali visokim kastam, za kar so si njegovi predhodniki več let prizadevali brez uspeha. Do leta 1609 pa je de Nobili krstil kar 60 prebivalcev Maduraia.

## Kontroverzen pristop
Njegovi nekonvencionalni poskusi širjenja krščanske vere so zaskrbeli Alberta Learzia, kateremu se je zdel njegov pristop radikalen. Kljub temu je Laerzio pomagal Robertu in mu priskrbel dovoljenje nadškofa za nadaljevanje svojih metod. S tem ga je začasno zaščitil pred glavnim misijonarjem v Maduraiu, Gonçalom Fernandezom, ki se je zgražal nad de Nobilijevimi idejami.
Gonçalu Fernandezu so se zdele de Nobilijeve inovacije škodljive za krščansko vero in bi po njegovo lahko ogrozile misijonarske misije po celotni Indiji. Fernandez je tako napisal ovadbo zoper de Nobilija in jo poslal nadškofu. Kmalu zatem so vsi jezuiti razpravljali o uspešnosti in primernosti Robertovih metod. V Rimu so bili zgroženi, ko so ugotovili, do kakšne mere se je Roberto prilagodil indijskim običajem.
Leta 1611 je pripadnik cerkvene hierarhije v Indiji uradno obsodil metode de Nobilija. Ta ukaz je izdal Nicolau Pimenta, novoimenovani papeški obiskovalec provinc Goa in Malabar. Pimentejeva obsodba je resno ovirala nadaljevanje de Nobilijevega delovanja. Tako Pimenta kot Roberto sta jezuitskemu generalu pisala podrobna poročila. Ker pa je bila komunikacija med Rimom in Goo počasna, sta minili dve leti, preden je prišel odgovor. Medtem je skoraj dvajset Robertovih učencev padlo nazaj v hinduizem, Laerzia pa je zamenjal Pero Francisco. Odgovor najvišjega jezuitskega vodje, ki je prispel avgusta leta 1613, je nakazal, da se je de Nobili zmotil v treh točkah:
- zanikal je, da je Parangij, in prevzel hindujske običaje,
- sprejel in izvajal je hindujske slovesnosti,
- ločil se je od svojega misijonarskega kolega Fernandeza.

De Nobiliju so tako prepovedali krščevanje dokler ne izpolni pogojev, ki jih je zapisal jezuitski general. Roberto se zahtevam ni hotel pokoriti, saj je menil, da bo to uničilo njegovo dosedanje delo. Šele leta 1617 je papež Pavel V. odredil konferenco, na kateri je de Nobili zagovarjal svoje metode. Spor pa je leta 1623 dokončno razrešil papež Gregor XV., ki je sodbo odločil v prid de Nobiliju, ki je nato kot misijonar deloval še približno 15 let. Kasneje je bil izgnan iz Maduraia in je leta 1656 v Mylapouru umrl slep in obubožan.

## Filozofska dela in mišljenje
Eden izmed prvih de Nobilijevih učencev in prijateljev je bil učitelj sanskrta Shivadharma, ki ga je učil jezika in pisave ter mu dovolil proučevanje Ved in Upanišad. De Nobili je bil tako prvi Evropejec, ki je globoko razumel sanskrt in sploh videl svete hindujske zapise.
V enem izmed svojih najpomembnejših del z naslovom Adaptacija (latinsko Accommodationem) razpravlja o pomenu prilagoditve in sprejetju krščanskega sporočila v novih okoljih ter o univerzalnosti razuma. V drugih filozofskih delih se brani pred kritiki, ki so mu očitali preveliko naklonjenost poganskim običajem. Poudarja pa tudi pomembnost razlikovanja med bistvom krščanske vere in kulturno zaznamovanim evropskim krščanstvom.  Poleg avtorskih del je v tamilščino prevajal katekizme, apologetska dela in filozofske razprave ter močno prispeval k razvoju sodobne tamilske proze. Prav tako je iz tamilščine v evropske jezike prevajal hindujske svete zapise.

## Zapuščina
- Nekateri trdijo, da je bil Roberto de Nobili avtor ponarejenega dokumenta, napisanega v francoščini, ki naj bi bil prevod starodavnega sanskrtskega spisa z naslovom Ezourvedam. Max Müeller je v seriji The Sacred Books of the East prepričljivo dokazal, da temu ni tako. Ludo Rocher pa v svoji podrobni študiji o Ezourvedamu trdi, da je moral biti avtor spisa nek francoski misijonar. Ponudi več imen (Jean Calmette, Mosac, de Villette, Bouchet,…), vendar avtorja ne more točno določiti.

- Jeseni 2013 je Univerza Loyola v Chicagu na kampusu Lake Shore odprla študentski dom, imenovan de Nobili Hall, v katerem domuje približno 200 študentov prvega letnika. Poleg tega v tej petnadstropni zgradbi deluje tudi mednarodna učna skupnost.

- V Jharkhandu v Indiji je po de Nobiliju poimenovanih 8 priznanih in cenjenih šol, ki jih vodijo jezuiti.

## Dela
- Adaptation. De Nobili Institute, 1971.
- Ñān̲ōpateca kur̲ippiṭamum irupatteṭṭu piracaṅkaṅkāḷum. Tamil̲ Ilakkiyak Kal̲akam, 1965.
- Ñāṉōpatēcam. Tamil̲ Ilakkiyak Kal̲akam, 1963.
- Nittiya cīvan̲a callāpam, Kaṭavuḷ nirn̲ayam. Tamil̲ Ilakkiyak Kal̲akam, 1964.
- Preaching wisdom to the wise: three treatises. Institute of Jesuit Sources, 2000.
- Première apologie. Paris, 1931.
- Tūṣaṇat tikkāram. Tamil̲ Ilakkiyak Kal̲akam, 1964.